# Australobius tetrophthalmus
Australobius tetrophthalmus är en mångfotingart som först beskrevs av Imre Loksa 1960.  Australobius tetrophthalmus ingår i släktet Australobius och familjen stenkrypare. Inga underarter finns listade i Catalogue of Life.